# FK 보라츠 바냐루카

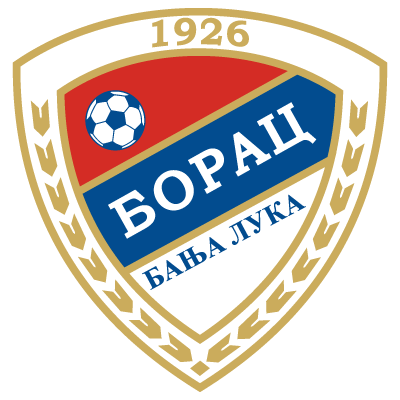

FK 보라츠 바냐루카(세르비아어: ФК Бopaц Бања Лука, FK Borac Banja Luka)는 보스니아 헤르체고비나의 축구 클럽으로, 스릅스카 공화국의 도시인 바냐루카를 연고지로 한다. 2013-14 시즌에서 보스니아 헤르체고비나 프리미어리그에 참가하고 있다.

## 선수 명단

### 현역
- 스토얀 브라니에스(2005 ~ 2010, 2019 ~ 2021, 2023 ~ )
- 조란 크브르지치(2023 ~ )
- 마테야 스타셰비치

## 역대 감독
| 감독                  | 임기 |
| --------------------- | ---- |
| 블라디미르 페트로비치 | 1993 |
| 토미슬라브 이브코비치 | 2022 |

틀:FK 보라츠 바냐루카 선수 명단